# 広瀬悦子 (ピアニスト)
広瀬悦子（ひろせ えつこ）は、日本のピアニスト。

## 経歴
愛知県名古屋市出身。3歳からピアノを始め、1994年にパリ・エコールノルマル音楽院に入学。96年に同院を首席で卒業後、パリ国立高等音楽院に入学。99年に首席卒業とともにダニエル・マーニュ賞を受賞。99年のマルタ・アルゲリッチ国際コンクールでの優勝をはじめ、数々の国際コンクールで優秀な成績を収める。2001年にはシャルル・デュトワ指揮のN響と共演、日本でのオーケストラ・デビューを果たす。2004年2月、『シャコンヌ』でCDデビュー。

## ディスコグラフィー
- シャコンヌ～ピアノ・トランスクリプション (DENON:COCQ-83732、2004年)
- ラ・ヴァルス (DENON:COCQ-83957、2005年)
- ファンタジー ～幻想曲集～ (DENON:COGQ-10、2006年)
- 風～ショパン&アルカンを弾く (DENON:COGQ-26、2007年)
- Chopin Ballades & Nocturnes (MIRARE:MIR 110、2010年)
- Liszt-Schumann / Concertos pour piano (MIRARE:MIR 135、2011年)
- Balakirev Piano Sonata in B flat minor Islamey & other works (MIRARE:MIR 181、2012年)
- Russian Ballet Transcriptions for four hands and two pianos (PIANO21:P21 056-N、2017年、シプリアン・カツァリスとの共演)
- Sergei Lyapunov 12 Etudes D'execution Transcendante op. 11 (MIRARE:MIR 390、2018年)
- Moszkowski Piano Works (Danacord:DACOCD 866、2020年)
- Beethoven Symphony No.9 Kalkbrenner Transcription (MIRARE:MIR 534、2020年)
- Vladigerov IMPRESSIONS (MIRARE:MIR 600、2021年)
- Scheherazade (Danacord:DACOCD 985、2024年)